# Justin McCarthy
Justin McCarthy, vizconde de Mountcashel, PC (Ire) (c. 1643 - 1694), fue un general jacobita en la Guerra de Guillermina en Irlanda y amigo personal de James II. Estuvo al mando de las tropas del ejército irlandés durante el conflicto, disfrutando de un éxito inicial cuando se apoderó de Bandon en el condado de Cork en 1689. Sin embargo, fue derrotado y capturado en la batalla de Newtownbutler ese mismo año. Luego dirigió una brigada irlandesa en el extranjero para servir en el ejército francés de Luis XIV. Murió en el exilio francés.

## Nacimiento y orígenes
Justin nació alrededor de 1643, probablemente en Castillo de Blarney, Condado de Cork, Irlanda. Fue el tercer hijo de Donough McCarthy y su esposa Eleanor Butler. En el momento de su nacimiento, el padre de Justin era el segundo vizconde de Muskerry, pero sería ascendido a conde de Clancarty en 1658. Su padre pertenecía a la dinastía MacCarthy de Muskerry, una familia gaélica irlandesa que descendía de los reyes de Desmond. La madre de Justin era la hermana mayor de James Butler, primer duque de Ormond. Su familia, la dinastía Butler, era inglesa antigua y descendía de Theobald Walter, quien había sido nombrado mayordomo principal de Irlanda por el rey Enrique II en 1177. Los padres de Justin eran ambos católicos; se habían casado antes de 1641.

## Guerras irlandesas
Justin, de unos ocho años, su madre y sus hermanas huyeron a Francia ya algún tiempo antes de la captura del castillo de Ross. Su madre vivía con su hermana Mary Butler, Lady Hamilton, en el convento de los Feuillantines en París. En 1658 su padre fue nombrado conde de Clancarty por Carlos II en Bruselas, donde se encontraba entonces en el exilio. Con este avance, el título de vizconde de Muskerry se convirtió en un título subsidiario de la familia, que se otorgó como título de cortesía al heredero aparente del conde, en ese momento su hermano Charles, que por lo tanto fue llamado vizconde de Muskerry en adelante.

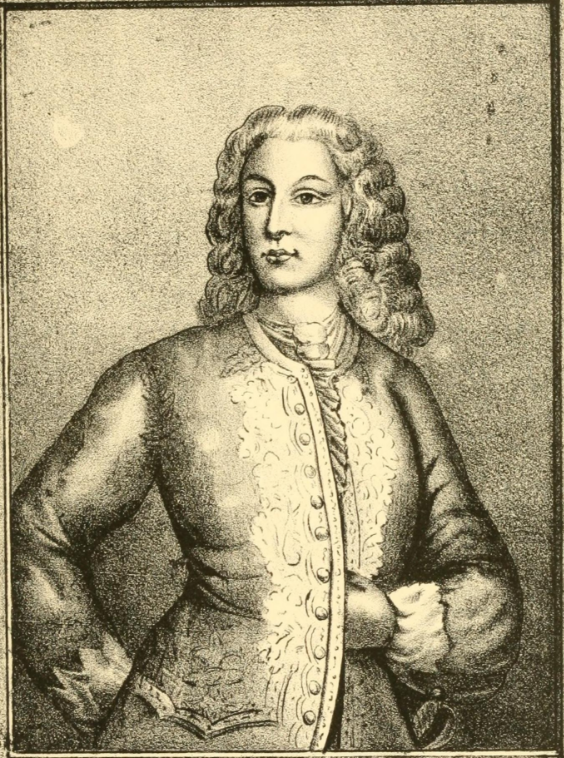
Justin McCarthy cuando era joven

## Restauracion
A la familia se le confiscaron sus propiedades bajo el régimen de Cromwell, pero se les devolvió en la Restauración de Carlos II. Justin parece haber crecido principalmente en Francia. Se convirtió en soldado profesional y mostró una gran habilidad en su profesión, pero la mala vista obstaculizó su carrera. Ingresó en el ejército francés en 1671 y luego fue transferido al regimiento del duque de Monmouth, luego pagado por los franceses, y sirvió contra los holandeses.
El 4 de marzo de 1665 estalló la Segunda Guerra Anglo-Holandesa. Tres meses después de la guerra, el 3 de junio de 1665 OS, su hermano Charles, Lord Muskerry, murió en el buque insignia, el Royal Charles, en la Batalla de Lowestoft, el primer gran enfrentamiento naval de la guerra y una victoria inglesa. Su hermano tuvo un hijo pequeño, también llamado Charles, quien lo sucedió como heredero aparente y vizconde de Muskerry. Sin embargo, su padre, el primer conde, murió dos meses más tarde, el 4 de agosto de 1665, y el joven Carlos lo sucedió como segundo conde de Clancarty. El segundo conde murió aproximadamente un año después, el 22 de septiembre de 1666, siendo todavía un bebé. Entonces Callaghan, su tío, sucedió como el tercer conde de Clancarty.
Justin McCarthy llegó a Inglaterra en 1678 y se hizo amigo del futuro James II, quien generalmente eligió soldados, especialmente soldados irlandeses, como sus compañeros de bendición. Carlos II decidió utilizar sus servicios en Irlanda y lo nombró coronel en el regimiento de Sir Thomas Dongan. Sin embargo, al estallar la conspiración papista, el descubrimiento de la presencia de McCarthy en Whitehall causó gran revuelo: huyó del país y el secretario de Estado, Sir Joseph Williamson, que había emitido su encargo, fue enviado a la Torre de Londres.

## Inmiscuirse en el matrimonio del sobrino
En 1683 McCarthy estaba de nuevo en la corte, donde su creciente influencia quedó demostrada por el matrimonio que arregló para su inmensamente rico sobrino Donough MacCarthy, cuarto conde de Clancarty. Callaghan, el tercer conde, había muerto en 1676, dejando a su pequeño hijo al cuidado de su viuda, Lady Elizabeth FitzGerald, hija de George FitzGerald, decimosexto conde de Kildare: ha sido descrita como "una feroz protestante aislada en una familia católica ". Dejó a su hijo al cuidado de John Fell, obispo de Oxford, para una educación protestante. Justin estaba decidido a tener la última palabra sobre el matrimonio y la religión del joven conde, y persuadió al rey para que lo invitara a la corte en Navidad. Llevó esa carta en persona al obispo. Aquí Donough, a los dieciséis años, estaba casado con Elizabeth Spencer, hija de Robert Spencer, segundo conde de Sunderland, que era dos años más joven. El matrimonio, que estuvo sin consumarse durante muchos años, fue un fracaso, y el biógrafo de Sunderland comentó que dejó una mancha en la reputación de todos aquellos que arruinaron la vida de estos dos jóvenes, sin ganar nada a cambio. Gilbert Burnet, sin embargo, escribió que en todo lo que no concierne directamente a su religión, MacCarthy era un hombre honorable.

## Bajo Jacobo II
Bajo el católico rey James II, McCarthy fue ascendido a mayor general y se convirtió en miembro del Consejo Privado de Irlanda. Se peleó con el Lord Teniente de Irlanda, Henry Hyde, segundo conde de Clarendon, y probablemente estaba intrigado por asegurar su retiro.
En 1688 o principios de 1689, Tyrconnell lo nombró Maestro General del Ejército Irlandés y Lord Teniente del Condado de Cork.
El 23 de mayo de 1689, James II creó a Justin McCarthy Viscount Mountcashel con el título subsidiario de Baron Castleinch.
Con 3.000 hombres avanzó desde Dublín hacia Enniskillen, que con Derry era uno de los dos lugares que aún resistían a Jacobo II. Fue recibido por 2.000 "Inniskilleners" protestantes en la batalla de Newtownbutler el 31 de julio de 1689. Las fuerzas de Mountcashel fueron derrotadas; fue herido, luego capturado. Permitido en libertad condicional, rompió la libertad condicional y escapó a Dublín; Schomberg comentó que había pensado que McCarthy era un hombre de honor, pero por otro lado, no esperaba nada mejor de un irlandés.
Se exilió en Francia y comandó la primera brigada irlandesa de Luis XIV.

## Matrimonio
Se casó con Lady Arabella Wentworth, hija de Thomas Wentworth, primer conde de Strafford y su segunda esposa, Lady Arabella Holles, que era muchos años mayor que él; no tuvieron hijos. Sin embargo, se dice que McCarthy tuvo un hijo con una dama de la noche llamada Elizabeth Billington. El nombre de la niña era Catherine. A su muerte trató de dejar su propiedad a un primo, pero pasó a su sobrina, otra Catherine, hermana del cuarto conde de Clancarty. Su esposo, Paul Davys, hizo revivir el título de vizconde de Mount Cashell a su favor.

## Muerte y cronología
Su carrera posterior se vio obstaculizada por su casi ceguera. Murió el 1 de julio de 1694 N.S. en Barèges donde había ido a tomar las aguas para su salud y allí fue enterrado.
| Cronología                                                                | Cronología               | Cronología                                                                                   |
| ------------------------------------------------------------------------- | ------------------------ | -------------------------------------------------------------------------------------------- |
| Como su fecha de nacimiento es incierta, también lo son todas sus edades. |                          |                                                                                              |
| Años                                                                      | Fecha                    | Evento                                                                                       |
| 0                                                                         | 1643                     | Probablemente nació en Blarney Castle, County Cork, Irlanda.                                 |
| 6                                                                         | 15 de agosto de 1649     | Oliver Cromwell aterrizó en Dublín.                                                          |
| 8                                                                         | 1651                     | Llevado a Francia por su madre.                                                              |
| 9                                                                         | 27 de junio de 1652      | Su padre rindió Ross Castle .                                                                |
| 15                                                                        | 27 de noviembre de 1658  | Su padre es creado 1er Conde de Clancarty .                                                  |
| 17                                                                        | 1660                     | Sus padres regresaron a Inglaterra e Irlanda con la Restauración .                           |
| 22                                                                        | 3 de junio de 1665       | El hermano Charles murió en la batalla de Lowestoft, un compromiso naval con los holandeses. |
| 22                                                                        | 4 de agosto de 1665      | Padre murió en Londres.                                                                      |
| 23                                                                        | 22 de septiembre de 1666 | El hijo de su hermano Charles murió y su hermano Callaghan tuvo éxito como el 3er Conde.     |
| 42                                                                        | 6 de febrero de 1685     | Adhesión de King James II, en sustitución del rey Carlos II .                                |
| 48                                                                        | 31 de julio de 1689      | Perdió la batalla de Newtownbutler y fue hecho prisionero.                                   |
| 51                                                                        | 21 de julio de 1694      | Murió en Barèges, Francia.                                                                   |